# Ridderkerk
Ridderkerk (dân số: 45.528 người trong năm 2004) là một đô thị ở phía tây Hà Lan, trong tỉnh Zuid-Holland. Đô thị này có diện tích 25,10 km² (trong đó 1,35 km² là mặt nước).
Đô thị Ridderkerk Đô thị này gồm các thị xã, thị trấn, làng sau: Bolnes, Oostendam, Rijsoord, Slikkerveer.
- Phà nhanh:
  - Rotterdam Willemskade - Krimpen aan den IJssel Stormpolder - Ridderkerk De Schans - Alblasserdam Kade - Dordrecht Merwekade.